# دوسان بارتویچ
دوسان بارتویچ (به چکی Dušan Bartovič) متولد ۴ مارس ۱۹۹۴، یک فوتبالیست اسلواکیایی است. او تورنومنت مردان را در المپیک تابستانهٔ سال ۱۹۶۸ کامل کرد. او دوعنوان را برای تیم‌ملی فوتبال تیم ملی فوتبال چکسلواکی برنده شده است.